# جيمس س. فراي
جيمس س. فراي (بالإنجليزية: James C. Fry)‏ هو عسكري أمريكي، ولد في 25 ديسمبر 1897 في ساندبوينت في الولايات المتحدة، وتوفي في 27 أكتوبر 1982 في فولز تشيرش في الولايات المتحدة.